# Sigmar Polke
Sigmar Polke (13. února 1941 Olešnice – 10. června 2010 Kolín nad Rýnem) byl německý malíř a fotograf narozený na území dnešního Polska.

## Život
Jeho rodina odešla po druhé světové válce z území, které nově připadlo Polsku, a roku 1953 pak emigrovala z východního Německa do Západního Německa, přičemž se nakonec usadila v Düsseldorfu. Zde vystudoval umění na Staatliche Kunstakademii. Spolu s Gerhardem Richterem a Konradem Luegem zde v roce 1963 založili nové „umělecké hnutí“ (ve skutečnosti spíše uměleckou skupinu), které nazvali „kapitalistický realismus“ (Kapitalistischen Realismus), v ironickém odkazu na socialistický realismus, jež byl oficiálním směrem v komunistických státech. Jejich snahy napodobovat výrazové prostředky reklamy či komiksu lze považovat za německou obdobu pop-artu, který se v té době začal rozvíjet ve Spojených státech amerických a Anglii. Rozdíl oproti americkému pop artu byl u Polkeho ve větší ironii a odstupu, který k popkultuře zaujímal – často kreslil „reklamní motivy“ neuměle, jakoby dětsky. Jeho oblíbeným parodovaným symbolem byl především „zajíček“ časopisu Playboy. Některá jeho díla takto došla až k abstraktnímu expresionismu, to když namaloval výjevy barvami citlivými na změnu teploty, takže se při vystavování roztekly. Od 70. let více fotografoval a vlastní fotografie pořízené na řadě cest po světě výtvarně zpracovával. Později začal také pracovat s látkami. Od roku 1978 žil v Kolíně nad Rýnem, kde už zůstal. V 80. letech se přihlásil k neoexpresionismu. Roku 1986 získal na Benátském Bienále hlavní cenu. Roku 2002 získal cenu Praemium Imperiale.

## Galerie

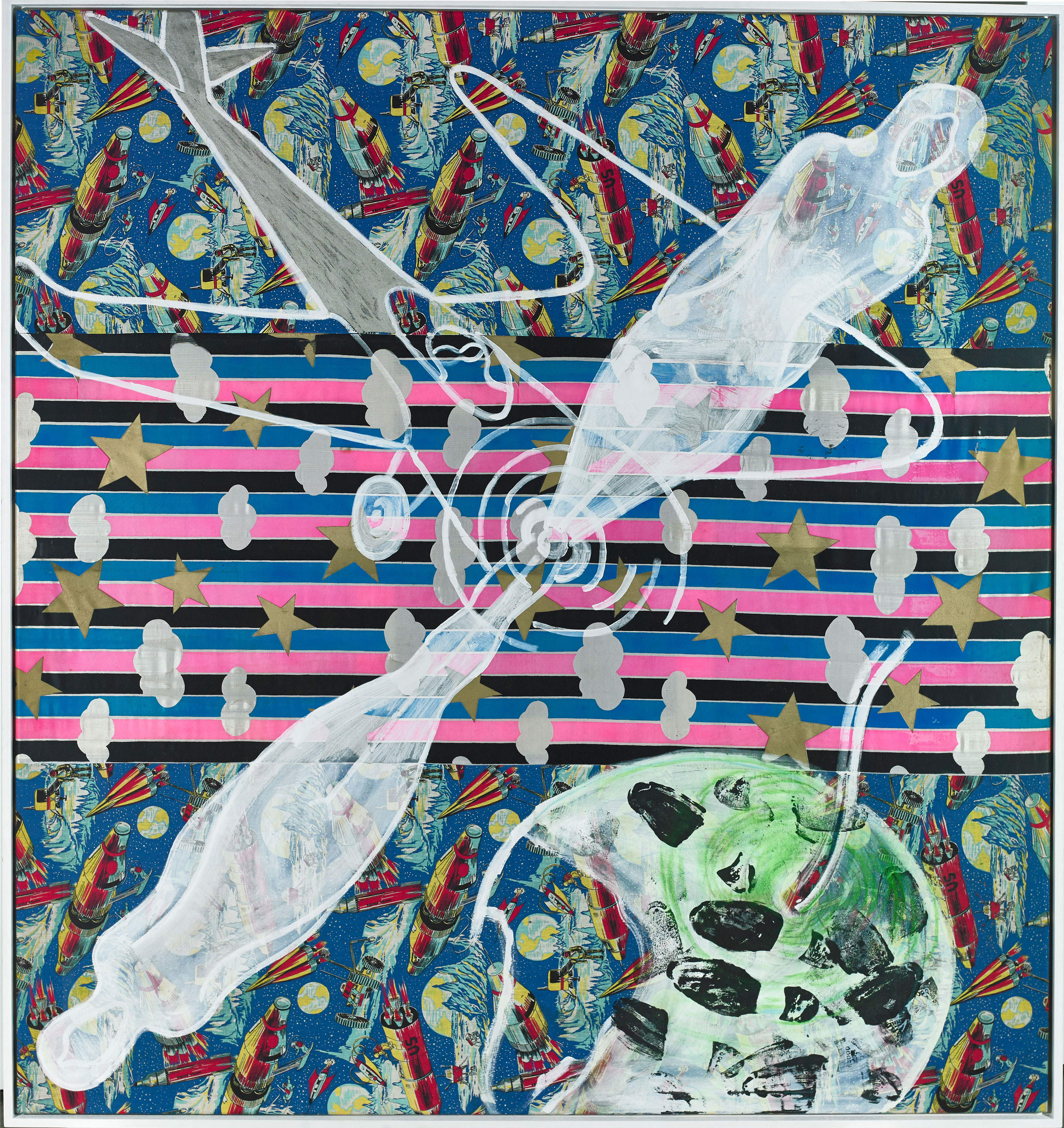
Sigmar Polke: Propellerfrau, malba, 1969